# フィッシャーマンズ・フレンド

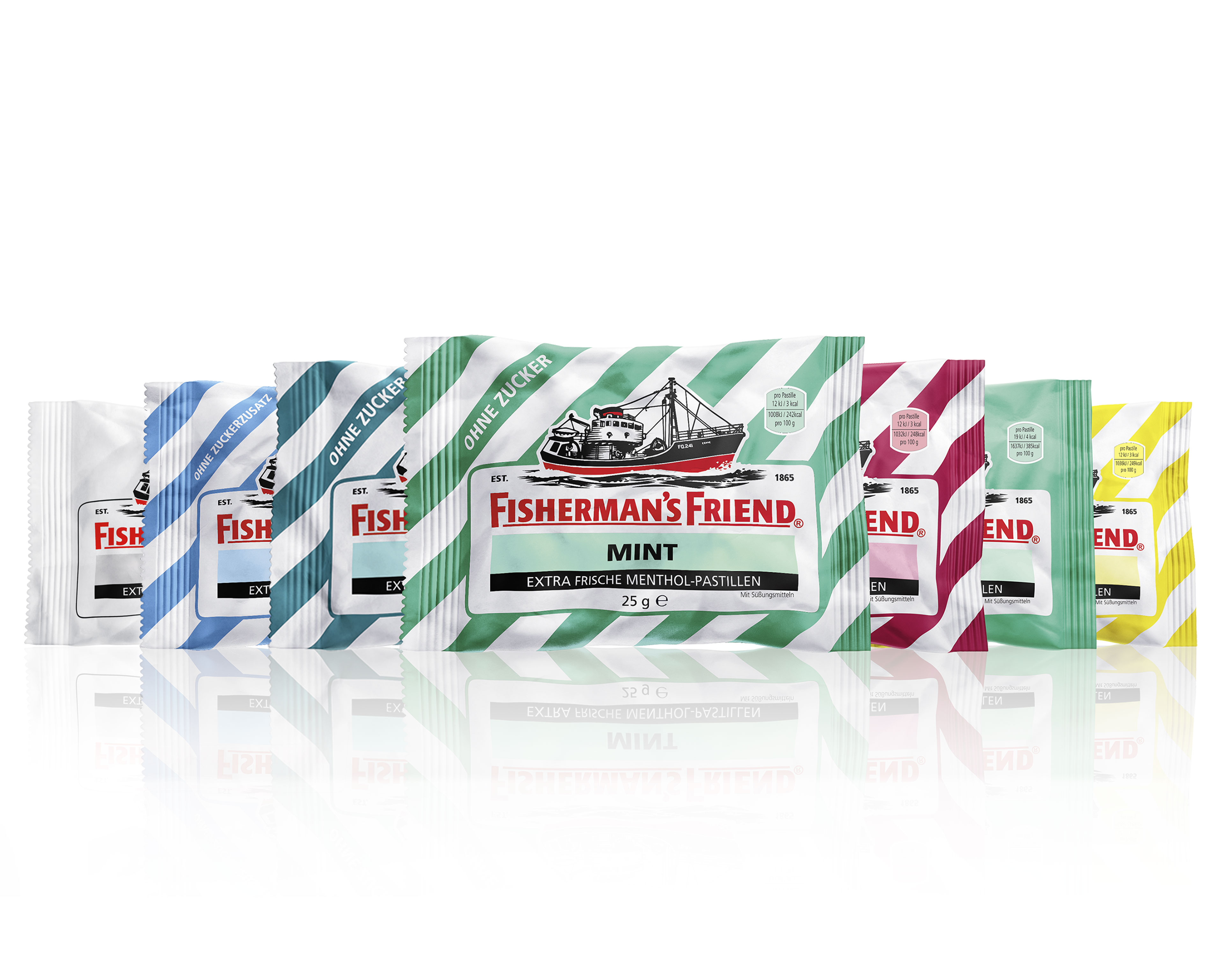
フィッシャーマンズ・フレンド

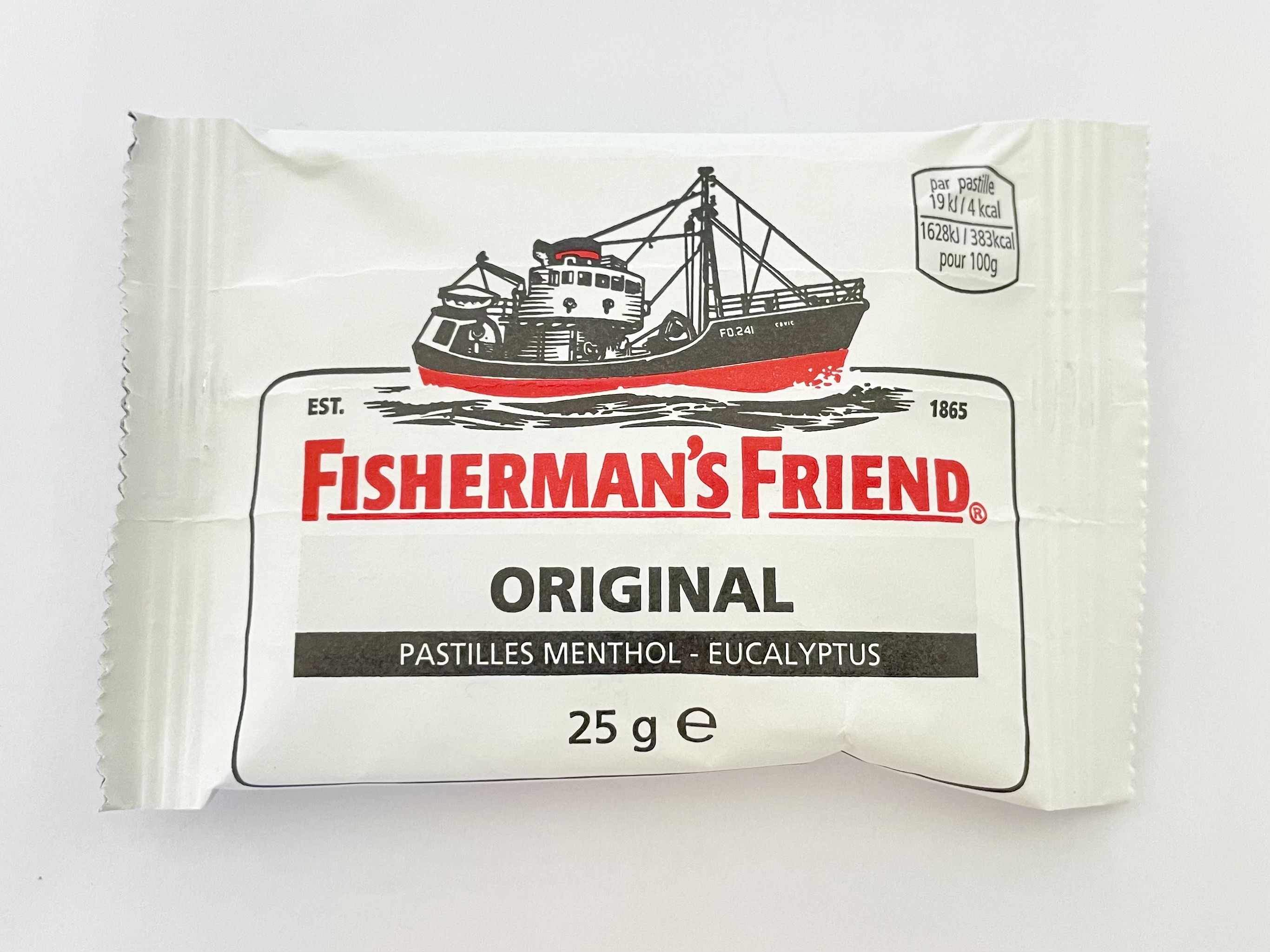
フィッシャーマンズ・フレンド

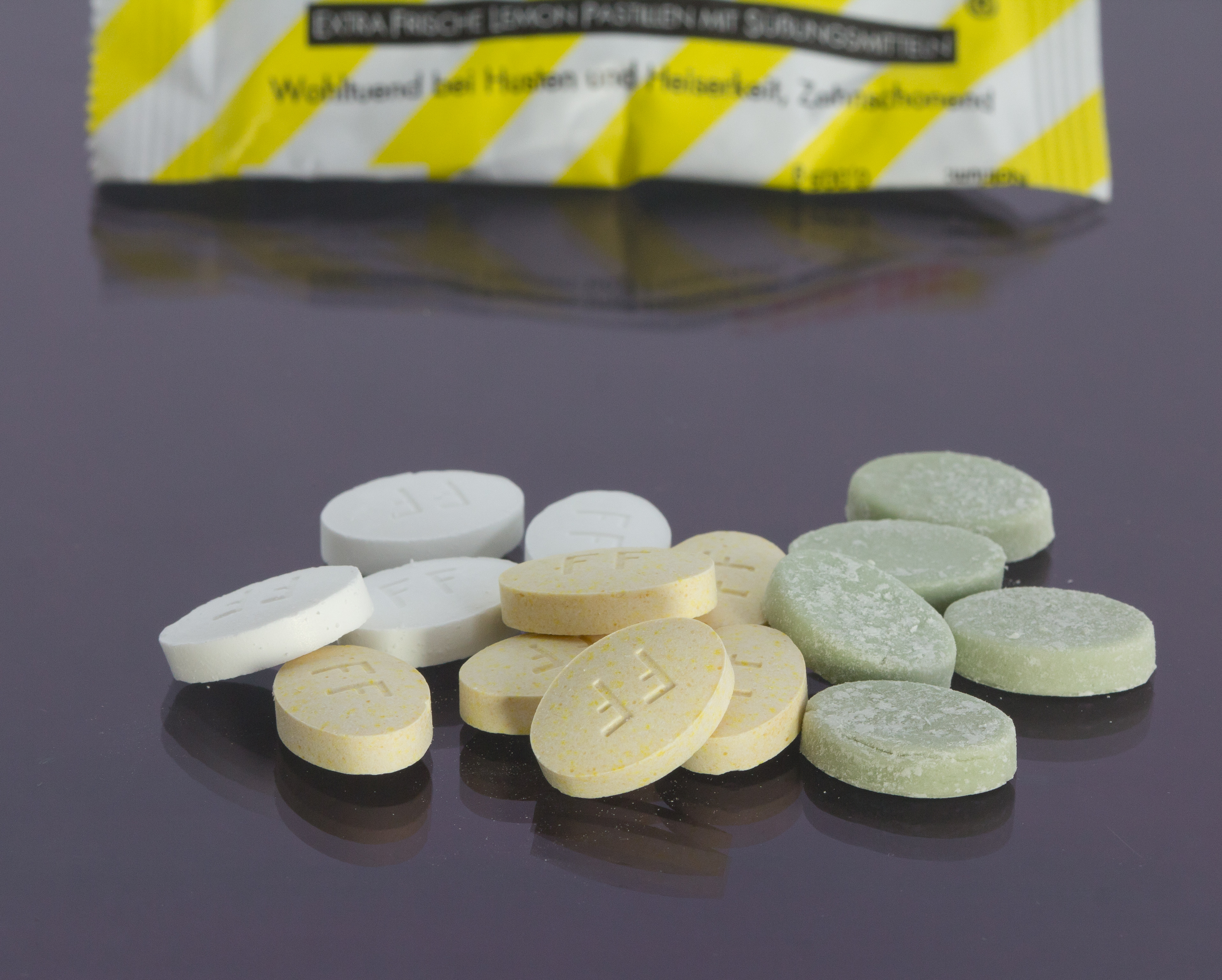
フィッシャーマンズ・フレンド

フィッシャーマンズ・フレンド（Fisherman's Friend）は、イングランドはランカシャー フリートウッドに本社を構えるロフトハウス社から販売されている、強力ミント系トローチのブランドである。

## 歴史
フィッシャーマンズ・フレンドは、1865年に薬剤師のジェームス・ロフトハウスが、イギリス北方の深海にある漁場で働く漁師の厳しい環境による数多くの呼吸器の炎症を和らげるために開発したのが起源である。彼はメントールとユーカリ油を含んだ、医療用の非常に強い刺激のある液体を開発したにもかかわらず、持ち運びに便利になるように液体を原料として、小さなトローチを後に開発した。ロフトハウス社によると、漁師達は商品名によって、トローチを「友達」のように好み始めたという。元イギリス首相のマーガレット・サッチャーは公式演説でのどを痛めた時に、フィッシャーマンズ・フレンドを使用していたと発言した。トローチ自体は1865年の発明から基本的に変わっていない。但し、オリジナルの紙の包装は後に段ボール製の厚紙で箔付けで巻かれ、包装されるようになった。

## 成分
オリジナルの特製の強いトローチには砂糖、リコリスエキス、メントール、ユーカリ油、トラガカント、トウガラシチンキが含まれている。シュガーフリーのトローチにはソルビトール、メントール、野菜原料のスクラロース、アセスルファムKが含まれている。

## フレーバー
フィッシャーマンズ・フレンドはいまや世界100カ国以上で販売されており、その国独自のフレーバーも存在する。ロフトハウス社はイギリス国内の居住者に、より異国情調のあふれた見つけるのが難しいフレーバーを手に入れるためにメールサービスを提供している。包装紙に縞模様がある物はシュガーフリー（甘味料入り）の物である。
砂糖入りの物
- オリジナル・エクストラ・ストロング（Original Extra Strong[注釈 1]) - 白の包装
- アニス（Aniseed） - 金の包装
- ミント（Mint） - 緑の包装

シュガーフリー（甘味料入り）
- オリジナル・エクストラ・ストロング（Original Extra Strong[注釈 1]) - 白と青の包装
- レモン（Lemon） - 白と黄の包装
- カシス（Blackcurrant） - 白と紫の包装
- ミント（Mint） - 白とライトグリーンの包装
- リンゴ（Apple） - 白・緑・オレンジの包装 (インドネシア限定)
- リンゴとシナモン（Apple and Cinnamon） - 白と黄緑の包装
- サルミアッキ（Salmiakki） - 白と黒の包装
- サクランボ（Cherry） - 白と濃赤の包装
- マンダリンオレンジ＆ショウガ/グレープフルーツ（Mandarin and Ginger/Grapefruit） - 白と濃いオレンジの包装
- 甘口リコリス（Sweet Liquorice） - 白と茶の包装
- トロピカル（Tropical） - 白とオレンジの包装
- スペアミント（Spearmint） - 白と青緑の包装
- シトラス（Citrus） - 白とライムグリーンの包装

ロフトハウス社は、これまで3回英国女王賞（en:Queen's Award for Enterprise）の栄誉に輝いている。